# Joachim Kirchner
Joachim Hans Kirchner (* 22. August 1890 in Berlin; † 22. November 1978 in Gauting) war ein deutscher Bibliothekar und Zeitschriftenhistoriker.

## Leben

### Familie und Ausbildung
Der evangelisch getaufte Joachim Kirchner, Sohn des Geheimen Studienrats, klassischen Philologen und Epigraphikers Johannes Kirchner sowie von dessen Ehegattin Helene, geborene Schüler, legte 1908 sein Abitur am Friedrich-Wilhelms-Gymnasium in Berlin ab. Im Anschluss studierte Kirchner deutsche und griechische Philologie, Philosophie, evangelische Religionslehre und Kunstgeschichte an den Universitäten Berlin, Heidelberg, München und Greifswald. 1913 wurde er zum Dr. phil. promoviert.
Joachim Kirchner heiratete im Jahre 1922 Erna, geborene Wiedenfeld. Dieser Ehe entstammte der Sohn Hans-Martin. Kirchner verstarb im Spätherbst 1978 im Alter von 88 Jahren in Gauting.

### Beruflicher Werdegang
Nachdem Joachim Kirchner während des Ersten Weltkriegs mit Unterbrechungen Kriegsdienst geleistet hatte, übernahm er 1920 eine Stelle als Bibliotheksrat an der Preußischen Staatsbibliothek in Berlin. Im Jahre 1928 wechselte er in der Funktion des Direktors an die Rothschildsche Bibliothek nach Frankfurt am Main. Diese Bibliothek verdankte ihre Existenz (und zwei 1905 von der Familie Rothschild erworbene Gebäude) einer im selben Jahr in städtischen Besitz übernommenen Stiftung der Familie Rothschild. Parallel dazu habilitierte sich Kirchner 1929 an der Universität Frankfurt am Main als Privatdozent für die Fächer Bibliothekswissenschaft und Zeitschriftenkunde.
Der zum 1. März 1933 der NSDAP beigetretene Kirchner (Mitgliedsnummer 1.536.842), der auch der SA angehörte, wurde im April 1933 von Friedrich Krebs, dem kommissarischen Nachfolger des aus dem Amt vertriebenen Oberbürgermeisters von Frankfurt, Ludwig Landmann, zum Beauftragten für die Säuberung der städtischen Schüler-, Lehrer- und Volksbüchereien von unerwünschtem, als schädlich deklariertem Schrifttum ernannt. Auf dem Bibliothekartag in Darmstadt trat Kirchner in SA-Uniform auf und rechtfertigte die Bücherverbrennung als „notwendige Vernichtungsarbeit“.
Daneben betrieb Kirchner die Arisierung der ihm anvertrauten Einrichtung, die bereits im Dezember 1933 in „Bibliothek für neuere Sprachen und Musik (Freiherrlich Carl von Rothschildsche Bibliothek)“ umbenannt wurde. Der Klammerzusatz fiel zwei Jahre später weg, Hinweise auf die Stifterfamilie Rothschild im Gebäude und in der Selbstdarstellung der Bibliothek wurden restlos getilgt. In einem städtischen Bibliotheksführer von 1936 war beispielsweise nur noch von den „zwei großen geräumigen Patrizierhäusern“ und allgemein von einer „Familienstiftung“ die Rede.
1938 wurde Kirchner zum außerordentlichen und im Jahr darauf zum außerplanmäßigen Professor befördert. 1940 übersiedelte er nach München, wo ihm der Leitung der Universitätsbibliothek übertragen wurde.
Nach Kriegsende wurde Joachim Kirchner aufgrund politischer Belastung aus seinen Ämtern entlassen und nicht wieder eingesetzt. Er lebte als Pensionär in München.
Joachim Kirchner gilt als Wegbereiter des Faches Geschichte des deutschen Zeitschriftenwesens. Sein Werk bildet die Grundlage für die wissenschaftliche Befassung mit der Zeitschrift im deutschsprachigen Gebiet.

## Publikationen
als Autor
- Herr Konrad der Schenk von Landeck, ein Epigone des Minnesangs. Inaugural-Dissertation, Druck von J. Abel, Greifswald 1912.
- Beschreibendes Verzeichnis der Miniaturen und des Initialschmuckes in den Phillipps-Handschriften. J. J. Weber, Leipzig 1926.
- mit Ernst Crous: Die gotischen Schriftarten. Klinkhardt & Biermann, Leipzig 1928.
- Die Grundlagen des deutschen Zeitschriftenwesens mit einer Gesamtbibliographie der deutschen Zeitschriften bis zum Jahre 1790. 2 Bände, K. W. Hiersemann, Leipzig 1928–1931.
- Sammlung, Bekanntmachung und Katalogisierung altdeutscher Handschriften im 17. und 18. Jahrhundert. In: Albert Hartmann (Hrsg.): Festschrift für Georg Leidinger, zum 60. Geburtstag am 30. Dez. 1930. Schmidt, München 1930, S. 127–134.
- Neue Wege zur Bücherbeschaffung und zur Verbesserung des Leihverkehrs. In: Zentralblatt für Bibliothekswesen, Jg. 48, 1931, S. 421–429.
- Germanistische Handschriftenpraxis: ein Lehrbuch für die Studierenden der deutschen Philologie. C. H. Beck, München 1950; Neudruck (deklariert als „2., ergänzte Auflage“) ebenda 1967.
- Bibliothekswissenschaft, Buch- und Bibliothekswesen. 2., unveränderte Auflage, Winter, Heidelberg 1953.
- Das deutsche Zeitschriftenwesen: seine Geschichte und seine Probleme. Band 1: Von den Anfängen bis zum Zeitalter der Romantik, 2. neu bearbeitete und erweiterte Auflage, O. Harrassowitz, Wiesbaden 1958.
- mit Hans-Martin Kirchner: Das deutsche Zeitschriftenwesen, seine Geschichte und seine Probleme. Band 2, Vom Wiener Kongress bis zum Ausgange des 19. Jahrhunderts. 2. neu bearbeitete und erweiterte Auflage, O. Harrassowitz, Wiesbaden 1962.
- Scriptura Gothica Libraria a Saeculo XII Usque Ad Finem Medii Aevi.  Oldenbourg, München 1966, ISBN 3-486-41651-0.
- Scriptura Latina Libraria a Saeculo Primo Usque Ad Finem Medii Aevi. 2. Ausgabe, Oldenbourg, München 1970, ISBN 3-486-43032-7.

als Herausgeber
- Silhouetten aus dem Nachlass Varnhagen von Ense. Nach in der Preußischen Staatsbibliothek befindlichen Originalen. Volksverband der Bücherfreunde, Wegweiser-Verlag, Berlin 1925
- mit Karl Löffler: Lexikon des gesamten Buchwesens. 3 Bände, K. W. Hiersemann, Leipzig 1935–1937.
- Bibliographie der Zeitschriften des deutschen Sprachgebietes bis 1900. Band 1 ff., A. Hiersemann, Stuttgart 1969 ff.